# Phân họ Lợn
Phân họ Suinae của họ Lợn là một phân họ của động vật có vú bao gồm ít nhất một số thành viên sinh hoạt trong họ Suidae và gần nhất với lợn nhà và các loài liên quan, chẳng hạn như babirusas. Một số loài tuyệt chủng trong phân họ Suidae được xếp vào phân họ khác hơn Suinae. Tuy nhiên, việc phân loại các thành viên đã tuyệt chủng của Suoidea-nhóm lớn hơn bao gồm các thành viên của Suidae, họ lợn lòi Pecari (Tayassuidae) và phân loại khác nhau khác nhau về số lượng các phân họ trong Suidae.

## Các loài
- Nhóm Suini
  - Chi †Eumaiochoerus (Miocene)
  - Chi †Hippopotamodon (Miocene tới Pleistocene)
  - Chi †Korynochoerus (Miocene tới Pliocene)
  - Chi †Microstonyx (Miocene)
  - Chi Sus (Miocene tới Recent)
- Nhóm Potamochoerini
  - Chi †Celebochoerus (Pliocene tới Pleistocene)
  - Chi Hylochoerus (Pleistocene tới Recent)
  - Chi †Kolpochoerus (Miocene tới Pleistocene)
  - Chi Potamochoerus (Miocene tới Recent)
  - Chi †Propotamochoerus (Miocene tới Pliocene)
- Nhóm †Hippohyini
  - Chi †Hippohyus (Miocene tới Pleistocene)
  - Chi †Sinohyus (Miocene)
  - Chi †Sivahyus (Miocene tới Pliocene)
- Nhóm Phacochoerini
  - Chi †Metridiochoerus (Pliocene tới Pleistocene)
  - Chi Phacochoerus (Pliocene tới Recent)
  - Chi †Potamochoeroides (Pliocene, Pleistocene)
  - Chi †Stylochoerus (Pleistocene)
- Nhóm Babyrousini
  - Chi Babyrousa (Pleistocene đến hiện tại)